# Pops Academy Karl Johan
Pops Academy Karl Johan (före 2020 Karl Johans skola) är en friskola med musikinriktning i Örebro. Skolan har omkring 540 elever i årskurserna 4-9. Skolan tar in 90 elever till årskurs 4 varje år genom ett intagningsprov. Skolan är en del av friskolekoncernen Pops Academy AB. Skolan anordnar varje år ett flertal konserter, där bland annat en vår- och en julkonsert som brukar anordnas i Conventum eller i Örebro Konserthus.

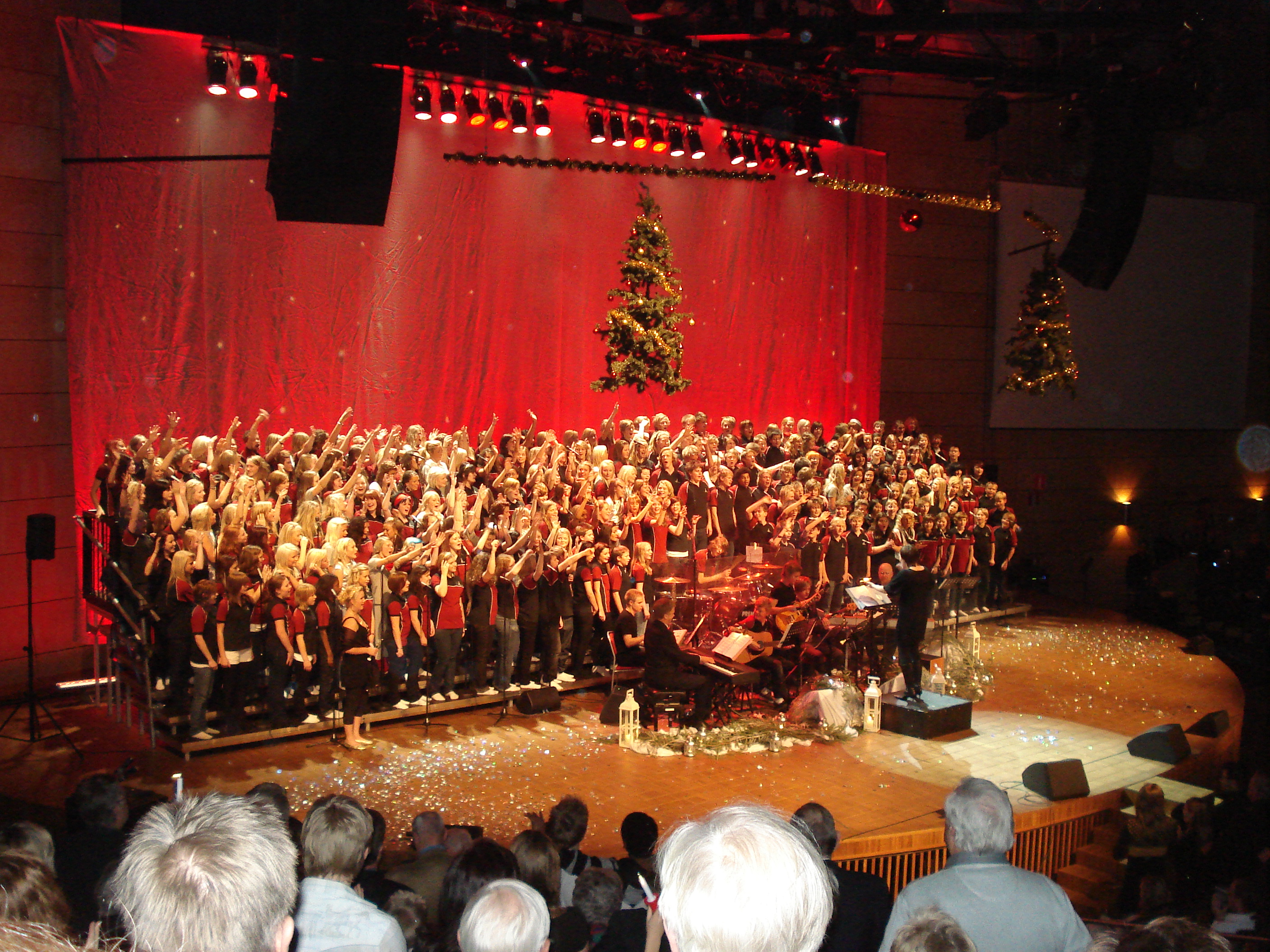
Karl Johans skolas Julkonsert 2007

## Historia
År 2020 bytte Pops Academy Karl Johan namn och huvudman, från att tidigare hetat Karl Johans skola och haft Pysslingen Förskolor och Skolor AB som huvudman. Skolan har nu Pops Academy AB som huvudman. Pops Academy AB är ett dotterbolag till AcadeMedia AB.

.